# Arnulfsfeste

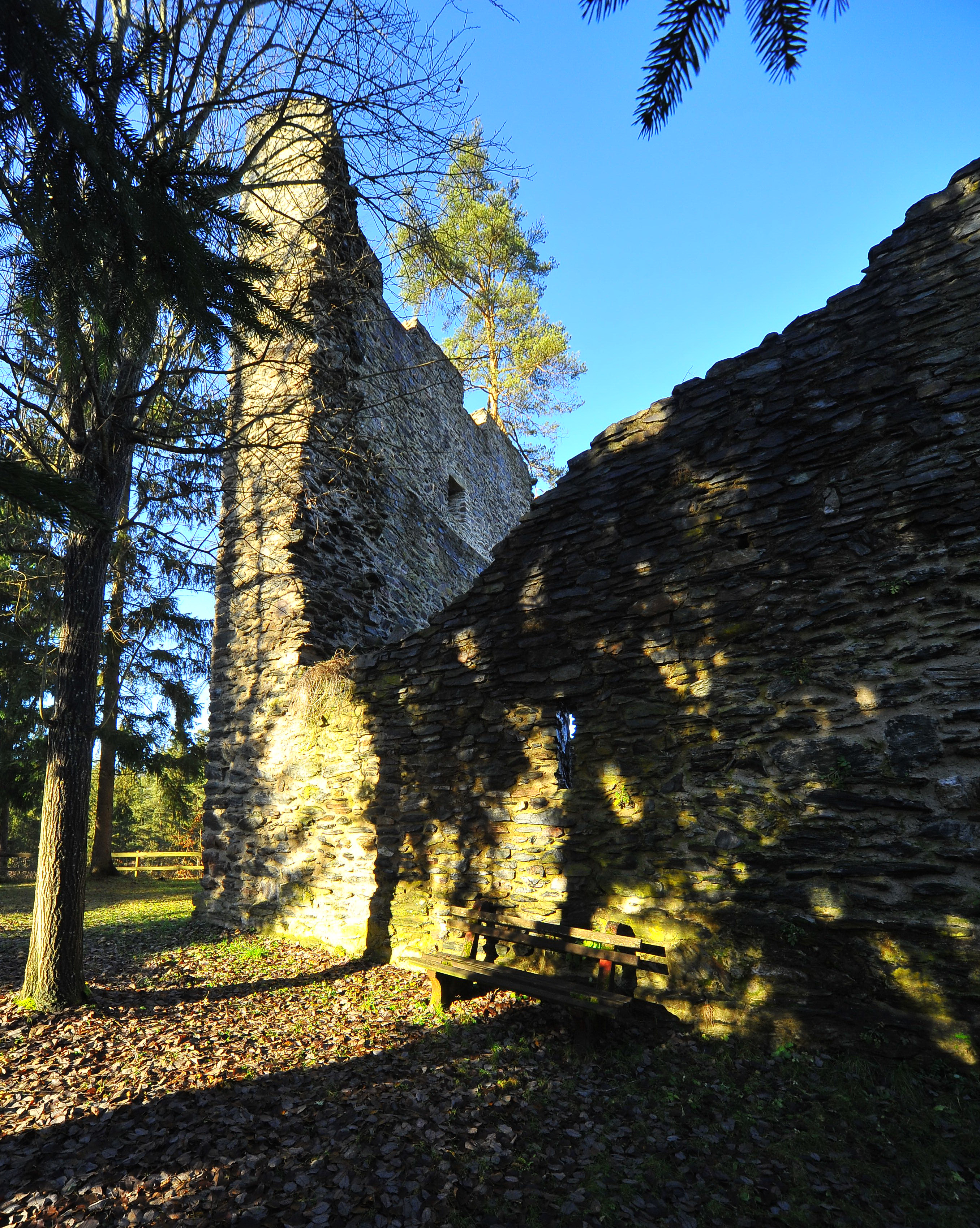
Reste des Burgfrieds, Südansicht (2009)

Die Ruine Arnulfsfeste, auch Hetzelburg genannt, ist die Ruine einer Höhenburg im Gemeindegebiet von Moosburg in Kärnten.

## Geschichtliches
Bronzezeitliche Funde untermauern, dass es sich um ein altes Siedlungsgebiet handelt.
Die erste urkundliche Erwähnung stammt aus dem Jahre 879.
In der Zeit nach 1100 bis in die zweite Hälfte des 15. Jahrhunderts werden die Pfalzgrafen von Görz als Besitzer ausgewiesen; ihnen folgten die Habsburger, in den Jahren von 1501 bis 1630 die Ernauer, ab 1633 die Freiherren von Kronegg und im Jahre 1733 die Grafen von Goëss.
Nach Erbauung des neuen Schlosses zu Beginn des 16. Jahrhunderts verfiel die Hetzelburg zunehmend.

## Anlage der Burg auf drei Hügeln
Nordwestlich des Moosburger Mitterteichs erheben sich drei Hügel mit der im Volksmund „Mosaburch“ genannten Arnulfsfeste.
Im Norden befindet sich der Rauthügel, im Südwesten der Thurnerhügel und im Südosten der Arnulfhügel. Es ist eine weit ausgedehnte, teilweise stark verfallene Anlage, die sich aus drei eigenen Baukomplexen zusammensetzt: am Rauthügel das karolingische „heribergium“ als älteste Wehranlage, auf dem Thurnerhügel die eigentliche Hauptburg aus dem 12.–14. Jahrhundert und auf dem Arnulfhügel der von Bering umgebene „Arnulfturm“, der Burggrafensitz aus dem 13. Jahrhundert. Es handelt sich um einen Turm mit zwei Metern Mauerdicke und einem quadratischen Grundriss von 12 Metern Seitenlänge. An der Westseite ist der Turm bis etwas mehr als 12 Meter Höhe erhalten geblieben. Das Hauptgebäude bestand aus dem Festen-Haus mit zwei Räumen und einem südseitigen Hof, der von dem Bering umgeben war. Ein zwei Meter hohes Mauerwerk aus lagerhaften Bruchsteinen des 12. Jahrhunderts stellt den untersten Bereich von Haus und Bering aus dem 13. Jahrhundert dar. Wahrscheinlich erst im Spätmittelalter wurde der Komplex zu einer großen Wehranlage zusammengeschlossen.
Der Burgfried wurde im Jahre 2002 nach der Renovierung durch den Karolingerverein neu vermessen: Die Seitenlängen betragen: N: 11,42 m, S: 11,43 m ; O: 11,38 m, W: 11,39 m. Die Mauerstärken betragen zwischen 2,1 und 2,25 m. Die erhaltene Höhe an der Westseite beträgt 12,65 m.
Der Zugang zum Areal ist vom Grundstücksbesitzer untersagt.